# Сусрет психоаналитичарке и Марине Абрамовић
Сусрет психоаналитичарке и Марине Абрамовић: сусрет уметнице и Жанет Фишер је књига ауторке Жанет Фишер, настала као резултат сусрета са Марином Абрамович, објављена 2018. године. Српско издање објавила је издавачка кућа "Геопоетика" из Београда 2019. године у преводу Тијане Тропин.

## О ауторима
- Жанет Фишер (1954), фројдовска психоаналитичарка од 1986. године у Цириху. Интензивно се бави питањем насиља, моћи и немоћи. Аутор је књиге Страх – од њега се морамо плашити (2018).[2]
- Марина Абрамовић (1946) уметница перформанса која га је од раних седамдесетих етаблирала као уметничку форму. Истражује своје физичке и психичке границе. Основала је Институт Марине Абрамовић (МАИ), платформу за нематеријални, интердисциплинарни дугорочни рад.

## О књизи
| „ | Ако човек наноси себи бол да би се ослободио страха, онда је бол у реду. - Марина Абрамовић | ” |

| „ | Страх протерује сва осећања. А бол их поново успоставља. - Жанет Фишер | ” |

Књига Сусрет психоаналитичарке и Марине Абрамовић је настала након разговора који је трајао четири дана током августа 2015. године у Хадсону, између психоаналитичарке Жанет Фишер и Марине Абрамовић. Књига открива мотиве, страхове, инспирацију ове велике уметнице. Марина Абрамовић анализира себе и своју уметност дајући читаоцима јединствену прилику да уроне у њен тајанствени универзум.
Године 1998. на изложби у Берну, Жанет Фишер је прво упознала Маринин рад, а потом и саму уметницу. Тада је схватила и изјавила: Она изводи оно што ја истражујем. Читавим својим бићем преводи у уметност огромне унутарње и спољне моћи као и њихове односе.
У слободним разговорима две саговорнице су подвргле Маринину биографију и уметност – и њихов међусобни однос – дубинском погледу из психоаналитичке перспективе. Разговори су структурирсани и подељени у следећа поглавља: “Бол пружа осјећај страху”, “Откако  је земља округла, недостаје нам бездан”, “Немоћ не зна за границе”, “И на одбијање се можеш ослонити “, “Од ласкања се нећеш заситити”. У њима се расправља и приказују страх, бол, моћ над насиљем, осјећај немоћи, завист, мржња, љубав и усамљеност.